# Aplochiton marinus
Aplochiton marinus es un pez que pertenece a la familia Galaxiidae. Es una especie migratoria que habita en aguas dulces relacionadas con aguas marinas. Es un pez endémico de Chile.
La localidad tipo es: «estero Cutipai, cerca de Valdivia, Chile».
Durante largo tiempo fue tratada como un sinónimo más moderno de Aplochiton taeniatus, hasta que en el año 2013 fue rehabilitada como especie plena.